# Cinesina

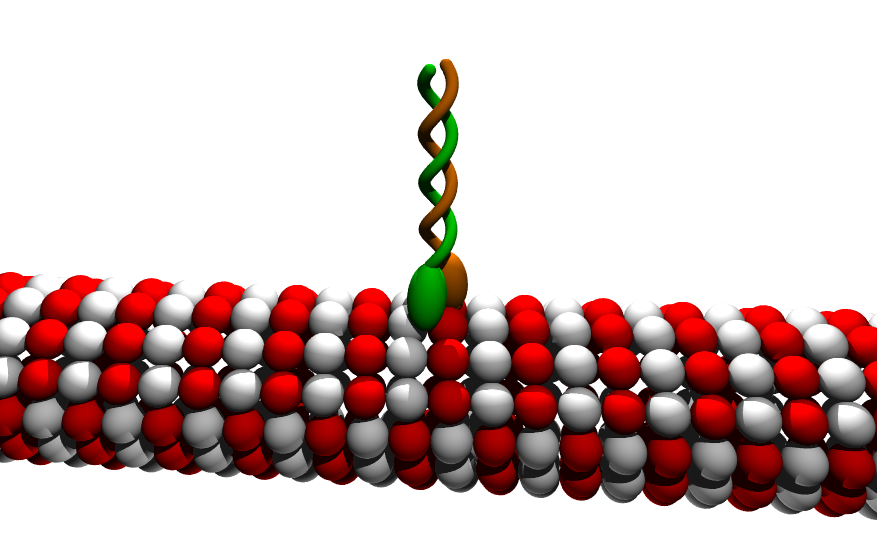
Cinesina unida a un microtúbul.

Les cinesines o kinesines són una família de proteïnes motrius que intervenen en el transport intracel·lular anterògrad sobre els microtúbuls (components del citoesquelet).

## Estructura molecular
La cinesina I és un dímer de dues cadenes pesades, cadascuna de les quals està associada a una cadena lleugera, amb un pes molecular total de 380.000 Da. Consta de dos dominis globulars (caps), una tija central i un parell de dominis (cues), també globulars però més petits. El domini cap posseïx l'activitat ATPasa i uneix els microtúbuls, i el domini cua reconeix la membrana lipídica de les vesícules a transportar, probablement per mediació de les cadenes lleugeres.

## Funció
La majoria de les cinesines intervenen en el transport anterògrad de vesícules, és a dir, impliquen un moviment cap a la part més distal de la cèl·lula o la neurita, cap a l'extrem (+) dels microtúbuls, sobre els quals es desplacen. Per contra, l'altra família de proteïnes motrius, les dineïnes, empren els mateixos rails però dirigeixen les vesícules cap a la part més proximal de la cèl·lula, per això es diu que el seu transport és retrògrad.

## Classificació
Segons el seu paper en la fisiologia cel·lular, las cinesines es divideixen en:
1. Motors citosòlics
  1. Cinesines I
  2. Cinesines II
2. Motors mitòtics
  1. Cinesina BimC
  2. Cinesina Ncd

Aquesta distinció és vital, ja que si bé les cinesines intervenen en el tràfic vesicular durant la interfase del cicle cel·lular, tant o més important és la seva correcta funció durant la mitosi, en la qual afavoreixen el moviment dels microtúbuls per a conformar el fus acromàtic i separar les cromàtides germanes durant l'anafase.

## Tècniques que han permès el seu estudi
Típicament han estat estudiades en fraccions cel·lulars riques en microtúbuls i amb un elevat transport vesicular altament ordenat. S'ha estudiat en axons de neurones i més sovint en el de calamar gegant, per la seva mida. Les tècniques més emprades per al seu estudi han estat les purament morfològiques, com la microscòpia electrònica de rastreig o de transmissió; les bioquímiques, com l'electroforesi; les biofísiques, com el parany òptic; les d'immunomarcatge amb fluorescència o enzims; i les genètiques, per deleció de dominis proteics o mitjançant animals knock-out.